# Babindol
Babindol je obec na Slovensku v okrese Nitra. V obci žije 768 obyvatel.

## Historie
První písemná zmínka o obci pochází z roku 1271, kdy je nazývána Babyndal. Další doložené názvy jsou Babundal z roku 1339 nebo Babindall z roku 1773. Maďarký název je Babindál. V roce 1736 byla obec částečně zničena požárem. V roce 1715 bylo v obci sedm domácností a v roce 1720 se uvádí deset domácností. V roce 1741 byly vysazeny vinice. V roce 1787 zde žilo 165 obyvatel v 26 domech a v roce 1828 zde žilo 266 obyvatel v 38 domech. Hlavní činností bylo zemědělství.
Obec osvobodil 2. ukrajinský front 28. března 1945. Po válce zde vzniklo JRD (1950). Elektrifikace obce byla provedena v roce 1952, od roku 1994 je v obci vodovod, kanalizace je od roku 2008. V letech 1976–1996 administrativně byla sloučena s obcí Klasovo.
Obyvatelstvo tvoří přibližně 69 % Slováci a 31 % Maďaři. V obci se nachází knihovna.

## Přírodní poměry
Obec leží 19 km východně od Nitry ve střední části Žitavské pahorkatiny, v údolí Babindolského potoku, pravostranného přítoku řeky Žitavy. Území je mírně zvlněné, odlesněné a je tvořeno souvrstvím neogenních usazenin, pestrými jíly a štěrky. Toto souvrství je překryto kvarterními sedimenty: spraší, sprašovými hlínami a jíly. Půdní typy zastupuje černozem a hnědozem. Nadmořská výška se pohybuje v rozmezí 180–227 m, střed obce je ve výšce 205 m n. m. Celková rozloha území obce je 5,4139 km², z toho v roce 2020 připadalo 89 % na zemědělskou půdu. Celkové využití půdy (2020): 77 % orná půda, 3 % vinice, 4 % zahrady, 5 % travnaté plochy. Obec sousedí:
|                        | Dolné Obdokovce |          |
| Veľký Lapáš, Golianovo |                 | Čeľadice |
|                        | Klasov          | Klasov   |

## Kostel
V obci stojí římskokatolický filiální kostel svatého Emericha, který náleží pod farnost Veľké Chyndice, děkanátu Vráble, diecéze nitranské. Kostel byl postavený v roce 1909 v historizujícím stylu. Dne 23. listopadu 1909 byl vysvěcen ostřihomským kanovníkem Dr. Andorem Györgyem. Jeho renovace byla provedena v letech 2006–2007 a vysvěcený byl  6. května 2007 pomocným biskupem bratislavsko-trnavské arcidiecéze Mons. Jánem Oroschem.
Kostel je jednolodní stavba s polygonálním závěrem, přistavěnou sakristií a ve štítovém průčelí vestavěnou věží. Loď je zaklenuta dvěma poli české placky, sakristie má strop plochý.

### Literatrura
- KROPILÁK, Miroslav, ed. Vlastivedný slovník obcí na Slovensku I. 1. vyd. Bratislava : VEDA, 1977. 526 s.